# Liste des planètes mineures (628001-629000)
Voici la liste des planètes mineures numérotées de 628001 à 629000. Les planètes mineures sont numérotées lorsque leur orbite est confirmée, ce qui peut parfois se produire longtemps après leur découverte. Elles sont classées ici par leur numéro.

## Planètes mineures 628001 à 629000
- (628001) 2013 EQ14
- (628002) 2013 EY30
- (628003) 2013 EO99
- (628004) 2013 EM109
- (628005) 2013 EQ112
- (628006) 2013 FF30
- (628007) 2013 GW23
- (628008) 2013 GX46
- (628009) 2013 GX58
- (628010) 2013 GC63
- (628011) 2013 GC68
- (628012) 2013 HV55
- (628013) 2013 HE112
- (628014) 2013 HP125
- (628015) 2013 HW138
- (628016) 2013 JE25
- (628017) 2013 KV6
- (628018) 2013 NG11
- (628019) 2013 NX13
- (628020) 2013 NP43
- (628021) 2013 NF60
- (628022) 2013 PR1
- (628023) 2013 PZ18
- (628024) 2013 PU50
- (628025) 2013 PC53
- (628026) 2013 PV55
- (628027) 2013 PK81
- (628028) 2013 PA111
- (628029) 2013 QN6
- (628030) 2013 QO11
- (628031) 2013 QE26
- (628032) 2013 QN30
- (628033) 2013 QU37
- (628034) 2013 QJ53
- (628035) 2013 QW65
- (628036) 2013 QL81
- (628037) 2013 QG89
- (628038) 2013 RH46
- (628039) 2013 RC50
- (628040) 2013 RB71
- (628041) 2013 RJ76
- (628042) 2013 RU77
- (628043) 2013 RB129
- (628044) 2013 RV160
- (628045) 2013 SY51
- (628046) 2013 SV53
- (628047) 2013 SR65
- (628048) 2013 SX68
- (628049) 2013 SZ84
- (628050) 2013 SC104
- (628051) 2013 TN5
- (628052) 2013 TG19
- (628053) 2013 TP34
- (628054) 2013 TS48
- (628055) 2013 TW53
- (628056) 2013 TE59
- (628057) 2013 TN98
- (628058) 2013 TR101
- (628059) 2013 TU104
- (628060) 2013 TZ109
- (628061) 2013 TM111
- (628062) 2013 TR123
- (628063) 2013 TC142
- (628064) 2013 TY156
- (628065) 2013 TT159
- (628066) 2013 TB197
- (628067) 2013 TY223
- (628068) 2013 TQ235
- (628069) 2013 UL7
- (628070) 2013 UH12
- (628071) 2013 UM20
- (628072) 2013 UE23
- (628073) 2013 UQ28
- (628074) 2013 VL10
- (628075) 2013 VS32
- (628076) 2013 WA20
- (628077) 2013 WG20
- (628078) 2013 WO38
- (628079) 2013 WR48
- (628080) 2013 WC59
- (628081) 2013 WG69
- (628082) 2013 WE84
- (628083) 2013 WM85
- (628084) 2013 WK96
- (628085) 2013 WE124
- (628086) 2013 WG129
- (628087) 2013 XR36
- (628088) 2013 YM11
- (628089) 2013 YU11
- (628090) 2013 YR15
- (628091) 2013 YR35
- (628092) 2013 YM61
- (628093) 2013 YW61
- (628094) 2013 YF63
- (628095) 2013 YG72
- (628096) 2013 YR85
- (628097) 2013 YZ94
- (628098) 2013 YK95
- (628099) 2013 YW97
- (628100) 2013 YW111
- (628101) 2013 YG117
- (628102) 2013 YO128
- (628103) 2013 YJ168
- (628104) 2014 AM28
- (628105) 2014 AP30
- (628106) 2014 AK32
- (628107) 2014 AV38
- (628108) 2014 AF45
- (628109) 2014 AX71
- (628110) 2014 BW
- (628111) 2014 BS3
- (628112) 2014 BC17
- (628113) 2014 BJ22
- (628114) 2014 BN26
- (628115) 2014 BH30
- (628116) 2014 BY50
- (628117) 2014 BZ53
- (628118) 2014 BE55
- (628119) 2014 CZ9
- (628120) 2014 CS27
- (628121) 2014 DP5
- (628122) 2014 DR27
- (628123) 2014 DS77
- (628124) 2014 DQ109
- (628125) 2014 DQ114
- (628126) 2014 DL128
- (628127) 2014 DM155
- (628128) 2014 DN155
- (628129) 2014 EC232
- (628130) 2014 FC15
- (628131) 2014 FQ15
- (628132) 2014 FZ67
- (628133) 2014 GN30
- (628134) 2014 HU83
- (628135) 2014 HV126
- (628136) 2014 HA129
- (628137) 2014 HE143
- (628138) 2014 HA172
- (628139) 2014 HD204
- (628140) 2014 JN5
- (628141) 2014 JF50
- (628142) 2014 JN91
- (628143) 2014 KO16
- (628144) 2014 KE23
- (628145) 2014 KM112
- (628146) 2014 LB
- (628147) 2014 LW13
- (628148) 2014 LL29
- (628149) 2014 LK31
- (628150) 2014 LR32
- (628151) 2014 LD33
- (628152) 2014 MC30
- (628153) 2014 MS74
- (628154) 2014 MA78
- (628155) 2014 NE14
- (628156) 2014 NG25
- (628157) 2014 NW27
- (628158) 2014 NP67
- (628159) 2014 NY67
- (628160) 2014 NW68
- (628161) 2014 NH76
- (628162) 2014 NO80
- (628163) 2014 OZ4
- (628164) 2014 OS56
- (628165) 2014 OF57
- (628166) 2014 OC79
- (628167) 2014 OT90
- (628168) 2014 OT94
- (628169) 2014 OF123
- (628170) 2014 OC124
- (628171) 2014 OY128
- (628172) 2014 OG136
- (628173) 2014 OJ142
- (628174) 2014 OY151
- (628175) 2014 ON158
- (628176) 2014 OT160
- (628177) 2014 OV161
- (628178) 2014 OL175
- (628179) 2014 OL196
- (628180) 2014 OW196
- (628181) 2014 OO219
- (628182) 2014 OW262
- (628183) 2014 OC265
- (628184) 2014 OV305
- (628185) 2014 OH311
- (628186) 2014 OB313
- (628187) 2014 OO315
- (628188) 2014 OY318
- (628189) 2014 OH332
- (628190) 2014 OS339
- (628191) 2014 OA340
- (628192) 2014 OH343
- (628193) 2014 OT363
- (628194) 2014 OL384
- (628195) 2014 OM389
- (628196) 2014 OJ399
- (628197) 2014 OK401
- (628198) 2014 OQ401
- (628199) 2014 OU411
- (628200) 2014 OZ411
- (628201) 2014 OB412
- (628202) 2014 PE1
- (628203) 2014 PB5
- (628204) 2014 PR6
- (628205) 2014 PH11
- (628206) 2014 PG20
- (628207) 2014 PW34
- (628208) 2014 PR45
- (628209) 2014 PY51
- (628210) 2014 PQ68
- (628211) 2014 PB73
- (628212) 2014 PD74
- (628213) 2014 QV5
- (628214) 2014 QG20
- (628215) 2014 QN29
- (628216) 2014 QP58
- (628217) 2014 QD65
- (628218) 2014 QQ92
- (628219) 2014 QA110
- (628220) 2014 QL114
- (628221) 2014 QH119
- (628222) 2014 QE129
- (628223) 2014 QG129
- (628224) 2014 QW145
- (628225) 2014 QG150
- (628226) 2014 QJ176
- (628227) 2014 QV192
- (628228) 2014 QJ197
- (628229) 2014 QN205
- (628230) 2014 QJ213
- (628231) 2014 QR217
- (628232) 2014 QW228
- (628233) 2014 QF234
- (628234) 2014 QB239
- (628235) 2014 QA248
- (628236) 2014 QU248
- (628237) 2014 QZ248
- (628238) 2014 QP249
- (628239) 2014 QF278
- (628240) 2014 QS281
- (628241) 2014 QG298
- (628242) 2014 QG312
- (628243) 2014 QF314
- (628244) 2014 QF349
- (628245) 2014 QT351
- (628246) 2014 QV352
- (628247) 2014 QQ357
- (628248) 2014 QJ372
- (628249) 2014 QZ385
- (628250) 2014 QL390
- (628251) 2014 QN392
- (628252) 2014 QA398
- (628253) 2014 QT411
- (628254) 2014 QU421
- (628255) 2014 QQ444
- (628256) 2014 QY451
- (628257) 2014 QX455
- (628258) 2014 QO458
- (628259) 2014 QB460
- (628260) 2014 QU467
- (628261) 2014 QL470
- (628262) 2014 QC473
- (628263) 2014 QQ480
- (628264) 2014 QZ480
- (628265) 2014 QV521
- (628266) 2014 RR8
- (628267) 2014 RZ13
- (628268) 2014 RL16
- (628269) 2014 RA44
- (628270) 2014 RL56
- (628271) 2014 SX2
- (628272) 2014 SZ5
- (628273) 2014 SD9
- (628274) 2014 SK9
- (628275) 2014 SX10
- (628276) 2014 SN14
- (628277) 2014 SF21
- (628278) 2014 SV28
- (628279) 2014 SQ30
- (628280) 2014 SL42
- (628281) 2014 SR49
- (628282) 2014 SV51
- (628283) 2014 SQ54
- (628284) 2014 SH60
- (628285) 2014 SL61
- (628286) 2014 SW63
- (628287) 2014 SU67
- (628288) 2014 SQ89
- (628289) 2014 SG92
- (628290) 2014 SR102
- (628291) 2014 SS111
- (628292) 2014 SA124
- (628293) 2014 SE124
- (628294) 2014 SD133
- (628295) 2014 ST133
- (628296) 2014 SD149
- (628297) 2014 SN171
- (628298) 2014 SM179
- (628299) 2014 SZ184
- (628300) 2014 SA185
- (628301) 2014 SW211
- (628302) 2014 SJ226
- (628303) 2014 SU233
- (628304) 2014 SC236
- (628305) 2014 SQ244
- (628306) 2014 SK255
- (628307) 2014 SA276
- (628308) 2014 SE301
- (628309) 2014 SJ353
- (628310) 2014 SS355
- (628311) 2014 SC362
- (628312) 2014 SL383
- (628313) 2014 SX395
- (628314) 2014 TX11
- (628315) 2014 TR13
- (628316) 2014 TQ21
- (628317) 2014 TN29
- (628318) Stevemould
- (628319) 2014 TW89
- (628320) 2014 UM14
- (628321) 2014 UH55
- (628322) 2014 UC73
- (628323) 2014 UH80
- (628324) 2014 UN130
- (628325) 2014 UM136
- (628326) 2014 UG142
- (628327) 2014 UV146
- (628328) 2014 UE168
- (628329) 2014 UR185
- (628330) 2014 UX188
- (628331) 2014 UG189
- (628332) 2014 UP193
- (628333) 2014 US193
- (628334) 2014 UK194
- (628335) 2014 UU209
- (628336) 2014 UV223
- (628337) 2014 UA255
- (628338) 2014 UV261
- (628339) 2014 VO21
- (628340) 2014 WK11
- (628341) 2014 WA15
- (628342) 2014 WC72
- (628343) 2014 WN74
- (628344) 2014 WP83
- (628345) 2014 WR85
- (628346) 2014 WX87
- (628347) 2014 WZ102
- (628348) 2014 WR105
- (628349) 2014 WY115
- (628350) 2014 WN123
- (628351) 2014 WG128
- (628352) 2014 WB133
- (628353) 2014 WE142
- (628354) 2014 WA145
- (628355) 2014 WN175
- (628356) 2014 WP186
- (628357) 2014 WX197
- (628358) 2014 WE207
- (628359) 2014 WT207
- (628360) 2014 WT244
- (628361) 2014 WT301
- (628362) 2014 WJ319
- (628363) 2014 WB342
- (628364) 2014 WM386
- (628365) 2014 WJ394
- (628366) 2014 WU406
- (628367) 2014 WS440
- (628368) 2014 WO487
- (628369) 2014 WF491
- (628370) 2014 WS519
- (628371) 2014 WC521
- (628372) 2014 WR530
- (628373) 2014 WV548
- (628374) 2014 WU575
- (628375) 2014 YN18
- (628376) 2014 YW74
- (628377) 2014 YU80
- (628378) 2015 AZ23
- (628379) 2015 AL27
- (628380) 2015 AG46
- (628381) 2015 AL50
- (628382) 2015 AN155
- (628383) 2015 AM183
- (628384) 2015 AL184
- (628385) 2015 AS186
- (628386) 2015 AZ202
- (628387) 2015 AD231
- (628388) 2015 AZ231
- (628389) 2015 AO232
- (628390) 2015 AA235
- (628391) 2015 AW240
- (628392) 2015 AT262
- (628393) 2015 BQ2
- (628394) 2015 BJ25
- (628395) 2015 BG55
- (628396) 2015 BZ67
- (628397) 2015 BM76
- (628398) 2015 BX76
- (628399) 2015 BW91
- (628400) 2015 BU104
- (628401) 2015 BH160
- (628402) 2015 BS164
- (628403) 2015 BB169
- (628404) 2015 BC173
- (628405) 2015 BC175
- (628406) 2015 BV186
- (628407) 2015 BH196
- (628408) 2015 BN214
- (628409) 2015 BV223
- (628410) 2015 BX244
- (628411) 2015 BS252
- (628412) 2015 BQ300
- (628413) 2015 BS311
- (628414) 2015 BV355
- (628415) 2015 BU356
- (628416) 2015 BF391
- (628417) 2015 BS395
- (628418) 2015 BC408
- (628419) 2015 BH413
- (628420) 2015 BM423
- (628421) 2015 BP469
- (628422) 2015 BL488
- (628423) 2015 BK527
- (628424) 2015 BA532
- (628425) 2015 BE567
- (628426) 2015 BD581
- (628427) 2015 BA606
- (628428) 2015 BN606
- (628429) 2015 CV4
- (628430) 2015 CX18
- (628431) 2015 CZ20
- (628432) 2015 CL22
- (628433) 2015 CH31
- (628434) 2015 CQ36
- (628435) 2015 CN45
- (628436) 2015 CU67
- (628437) 2015 DQ3
- (628438) 2015 DC21
- (628439) 2015 DF60
- (628440) 2015 DY75
- (628441) 2015 DE82
- (628442) 2015 DO85
- (628443) 2015 DH94
- (628444) 2015 DY94
- (628445) 2015 DZ96
- (628446) 2015 DL102
- (628447) 2015 DO174
- (628448) 2015 DT204
- (628449) 2015 DH205
- (628450) 2015 DY215
- (628451) 2015 DC223
- (628452) 2015 DX250
- (628453) 2015 DR277
- (628454) 2015 DJ284
- (628455) 2015 EA31
- (628456) 2015 EU39
- (628457) 2015 EY50
- (628458) 2015 EH52
- (628459) 2015 FG56
- (628460) 2015 FM61
- (628461) 2015 FQ85
- (628462) 2015 FL89
- (628463) 2015 FF94
- (628464) 2015 FU121
- (628465) 2015 FP137
- (628466) 2015 FS160
- (628467) 2015 FD188
- (628468) 2015 FN195
- (628469) 2015 FH197
- (628470) 2015 FD249
- (628471) 2015 FJ253
- (628472) 2015 FP259
- (628473) 2015 FV295
- (628474) 2015 FY387
- (628475) 2015 FZ445
- (628476) 2015 GS12
- (628477) 2015 HJ43
- (628478) 2015 HU143
- (628479) 2015 HL155
- (628480) 2015 HN210
- (628481) 2015 KM44
- (628482) 2015 KT52
- (628483) 2015 KG89
- (628484) 2015 KG130
- (628485) 2015 KS141
- (628486) 2015 KH167
- (628487) 2015 MX62
- (628488) 2015 MP146
- (628489) 2015 NS25
- (628490) 2015 OJ8
- (628491) 2015 OJ28
- (628492) 2015 OZ28
- (628493) 2015 OZ36
- (628494) 2015 OV52
- (628495) 2015 ON56
- (628496) 2015 OP86
- (628497) 2015 OX86
- (628498) 2015 OP145
- (628499) 2015 PX29
- (628500) 2015 PN45
- (628501) 2015 PJ55
- (628502) 2015 PQ131
- (628503) 2015 PW282
- (628504) 2015 PM283
- (628505) 2015 PO284
- (628506) 2015 PW309
- (628507) 2015 QQ13
- (628508) 2015 QH19
- (628509) 2015 RJ
- (628510) 2015 RL7
- (628511) 2015 RS43
- (628512) 2015 RL51
- (628513) 2015 RA60
- (628514) 2015 RC62
- (628515) 2015 RG65
- (628516) 2015 RX72
- (628517) 2015 RK80
- (628518) 2015 RP118
- (628519) 2015 RP120
- (628520) 2015 RT126
- (628521) 2015 RW143
- (628522) 2015 RR156
- (628523) 2015 RE169
- (628524) 2015 RS197
- (628525) 2015 RF201
- (628526) 2015 RK205
- (628527) 2015 RK229
- (628528) 2015 RF235
- (628529) 2015 RQ236
- (628530) 2015 RO240
- (628531) 2015 RT255
- (628532) 2015 RU255
- (628533) 2015 RW259
- (628534) 2015 RJ266
- (628535) 2015 RP267
- (628536) 2015 RF273
- (628537) 2015 RY281
- (628538) 2015 RX285
- (628539) 2015 ST1
- (628540) 2015 SG5
- (628541) 2015 SQ10
- (628542) 2015 SD14
- (628543) 2015 SQ15
- (628544) 2015 TJ10
- (628545) 2015 TT10
- (628546) 2015 TL15
- (628547) 2015 TD47
- (628548) 2015 TC65
- (628549) 2015 TE70
- (628550) 2015 TT70
- (628551) 2015 TZ74
- (628552) 2015 TH75
- (628553) 2015 TJ75
- (628554) 2015 TQ80
- (628555) 2015 TG82
- (628556) 2015 TX89
- (628557) 2015 TQ102
- (628558) 2015 TR103
- (628559) 2015 TU112
- (628560) 2015 TG116
- (628561) 2015 TU116
- (628562) 2015 TP119
- (628563) 2015 TR126
- (628564) 2015 TB131
- (628565) 2015 TD131
- (628566) 2015 TB146
- (628567) 2015 TH173
- (628568) 2015 TW194
- (628569) 2015 TC200
- (628570) 2015 TP203
- (628571) 2015 TZ229
- (628572) 2015 TW230
- (628573) 2015 TR243
- (628574) 2015 TD259
- (628575) 2015 TO274
- (628576) 2015 TO275
- (628577) 2015 TY277
- (628578) 2015 TL281
- (628579) 2015 TX289
- (628580) 2015 TY297
- (628581) 2015 TD301
- (628582) 2015 TH303
- (628583) 2015 TY303
- (628584) 2015 TP319
- (628585) 2015 TJ320
- (628586) 2015 TF321
- (628587) 2015 TN333
- (628588) 2015 TE344
- (628589) 2015 TB346
- (628590) 2015 TR359
- (628591) 2015 TT359
- (628592) 2015 TE365
- (628593) 2015 TN365
- (628594) 2015 TO365
- (628595) 2015 TP365
- (628596) 2015 TQ365
- (628597) 2015 TB366
- (628598) 2015 TL366
- (628599) 2015 TX368
- (628600) 2015 TS378
- (628601) 2015 TU381
- (628602) 2015 TQ386
- (628603) 2015 TS388
- (628604) 2015 TD414
- (628605) 2015 UT1
- (628606) 2015 UJ3
- (628607) 2015 UZ3
- (628608) 2015 UY23
- (628609) 2015 UM24
- (628610) 2015 UZ32
- (628611) 2015 UJ47
- (628612) 2015 UL58
- (628613) 2015 UN68
- (628614) 2015 UJ72
- (628615) 2015 UU85
- (628616) 2015 UO86
- (628617) 2015 UU103
- (628618) 2015 VO5
- (628619) 2015 VO7
- (628620) 2015 VO17
- (628621) 2015 VO28
- (628622) 2015 VH29
- (628623) 2015 VY30
- (628624) 2015 VV35
- (628625) 2015 VX35
- (628626) 2015 VL41
- (628627) 2015 VM46
- (628628) 2015 VD52
- (628629) 2015 VL57
- (628630) 2015 VG60
- (628631) 2015 VB62
- (628632) 2015 VR71
- (628633) 2015 VA72
- (628634) 2015 VH81
- (628635) 2015 VA84
- (628636) 2015 VN92
- (628637) 2015 VR105
- (628638) 2015 VQ109
- (628639) 2015 VW109
- (628640) 2015 VN111
- (628641) 2015 VX112
- (628642) 2015 VA117
- (628643) 2015 VC119
- (628644) 2015 VV119
- (628645) 2015 VX120
- (628646) 2015 VW132
- (628647) 2015 VO137
- (628648) 2015 VS145
- (628649) 2015 VQ152
- (628650) 2015 VY155
- (628651) 2015 VF158
- (628652) 2015 VB160
- (628653) 2015 VT161
- (628654) 2015 VK163
- (628655) 2015 VO189
- (628656) 2015 XD7
- (628657) 2015 XZ20
- (628658) 2015 XS30
- (628659) 2015 XH31
- (628660) 2015 XJ32
- (628661) 2015 XX46
- (628662) 2015 XK47
- (628663) 2015 XA51
- (628664) 2015 XK59
- (628665) 2015 XQ62
- (628666) 2015 XB64
- (628667) 2015 XD64
- (628668) 2015 XR67
- (628669) 2015 XU69
- (628670) 2015 XP71
- (628671) 2015 XS84
- (628672) 2015 XL88
- (628673) 2015 XV97
- (628674) 2015 XP99
- (628675) 2015 XN111
- (628676) 2015 XQ114
- (628677) 2015 XA132
- (628678) 2015 XV137
- (628679) 2015 XT138
- (628680) 2015 XA140
- (628681) 2015 XG145
- (628682) 2015 XB150
- (628683) 2015 XH161
- (628684) 2015 XZ161
- (628685) 2015 XB172
- (628686) 2015 XC176
- (628687) 2015 XZ179
- (628688) 2015 XX180
- (628689) 2015 XG183
- (628690) 2015 XQ187
- (628691) 2015 XF189
- (628692) 2015 XL195
- (628693) 2015 XS195
- (628694) 2015 XV201
- (628695) 2015 XT202
- (628696) 2015 XQ208
- (628697) 2015 XX211
- (628698) 2015 XV214
- (628699) 2015 XB229
- (628700) 2015 XG230
- (628701) 2015 XK235
- (628702) 2015 XY238
- (628703) 2015 XB243
- (628704) 2015 XF244
- (628705) 2015 XP259
- (628706) 2015 XG269
- (628707) 2015 XO278
- (628708) 2015 XY292
- (628709) 2015 XM298
- (628710) 2015 XB313
- (628711) 2015 XJ313
- (628712) 2015 XH334
- (628713) 2015 XE338
- (628714) 2015 XX341
- (628715) 2015 XQ350
- (628716) 2015 XL361
- (628717) 2015 XG366
- (628718) 2015 XH382
- (628719) 2015 XN382
- (628720) 2015 XG384
- (628721) 2015 XZ396
- (628722) 2015 XV401
- (628723) 2015 XU407
- (628724) 2015 XA415
- (628725) 2015 XH416
- (628726) 2015 XV419
- (628727) 2015 XX420
- (628728) 2015 YO3
- (628729) 2015 YA6
- (628730) 2015 YP7
- (628731) 2015 YW7
- (628732) 2015 YH13
- (628733) 2015 YZ19
- (628734) 2015 YH23
- (628735) 2015 YT24
- (628736) 2016 AX6
- (628737) 2016 AP19
- (628738) 2016 AL20
- (628739) 2016 AK24
- (628740) 2016 AB25
- (628741) 2016 AT40
- (628742) 2016 AB44
- (628743) 2016 AH44
- (628744) 2016 AJ46
- (628745) 2016 AJ49
- (628746) 2016 AC56
- (628747) 2016 AO58
- (628748) 2016 AP58
- (628749) 2016 AG63
- (628750) 2016 AJ68
- (628751) 2016 AL73
- (628752) 2016 AU86
- (628753) 2016 AP88
- (628754) 2016 AJ116
- (628755) 2016 AM142
- (628756) 2016 AH145
- (628757) 2016 AB190
- (628758) 2016 AU213
- (628759) 2016 AF219
- (628760) 2016 AF221
- (628761) 2016 AK228
- (628762) 2016 AM233
- (628763) 2016 AV242
- (628764) 2016 AP245
- (628765) 2016 AD249
- (628766) 2016 AS268
- (628767) 2016 AR272
- (628768) 2016 AD306
- (628769) 2016 AA363
- (628770) 2016 BB9
- (628771) 2016 BR13
- (628772) 2016 BH85
- (628773) 2016 BC93
- (628774) 2016 BC103
- (628775) 2016 BX105
- (628776) 2016 BJ113
- (628777) 2016 BH115
- (628778) 2016 CR7
- (628779) 2016 CB15
- (628780) 2016 CO51
- (628781) 2016 CE56
- (628782) 2016 CP56
- (628783) 2016 CX70
- (628784) 2016 CC78
- (628785) 2016 CP87
- (628786) 2016 CV89
- (628787) 2016 CN100
- (628788) 2016 CK153
- (628789) 2016 CP156
- (628790) 2016 CG160
- (628791) 2016 CY171
- (628792) 2016 CF215
- (628793) 2016 CM233
- (628794) 2016 CM234
- (628795) 2016 CJ252
- (628796) 2016 CR275
- (628797) 2016 CE283
- (628798) 2016 CH287
- (628799) 2016 CN293
- (628800) 2016 CY297
- (628801) 2016 CM373
- (628802) 2016 CU399
- (628803) 2016 DH23
- (628804) 2016 EX9
- (628805) 2016 EG62
- (628806) 2016 EA72
- (628807) 2016 EO96
- (628808) 2016 EE138
- (628809) 2016 ER153
- (628810) 2016 EG176
- (628811) 2016 EL190
- (628812) 2016 EF191
- (628813) 2016 ES227
- (628814) 2016 EV227
- (628815) 2016 EU228
- (628816) 2016 EB244
- (628817) 2016 EL258
- (628818) 2016 FJ12
- (628819) 2016 FQ30
- (628820) 2016 FK32
- (628821) 2016 FY36
- (628822) 2016 FO46
- (628823) 2016 FY50
- (628824) 2016 FJ65
- (628825) 2016 GB18
- (628826) 2016 GX18
- (628827) 2016 GC20
- (628828) 2016 GK27
- (628829) 2016 GW27
- (628830) 2016 GF45
- (628831) 2016 GO152
- (628832) 2016 GY152
- (628833) 2016 GA201
- (628834) 2016 GC213
- (628835) 2016 GC285
- (628836) 2016 JO27
- (628837) 2016 JP41
- (628838) 2016 JQ48
- (628839) 2016 NF6
- (628840) 2016 NZ11
- (628841) 2016 NH20
- (628842) 2016 NW35
- (628843) 2016 NE107
- (628844) 2016 NY107
- (628845) 2016 PK116
- (628846) 2016 QF1
- (628847) 2016 QQ3
- (628848) 2016 QB7
- (628849) 2016 QE14
- (628850) 2016 QN20
- (628851) 2016 QO27
- (628852) 2016 QH69
- (628853) 2016 RL21
- (628854) 2016 RA28
- (628855) 2016 RW64
- (628856) 2016 SP14
- (628857) 2016 TP17
- (628858) 2016 TN91
- (628859) 2016 TU97
- (628860) 2016 UN33
- (628861) 2016 UX54
- (628862) 2016 UG78
- (628863) 2016 UQ102
- (628864) 2016 UH124
- (628865) 2016 UB137
- (628866) 2016 VB10
- (628867) 2016 VQ18
- (628868) 2016 VS31
- (628869) 2016 WK4
- (628870) 2016 WC16
- (628871) 2016 WL17
- (628872) 2016 WZ28
- (628873) 2016 WL34
- (628874) 2016 WU48
- (628875) 2016 WS49
- (628876) 2016 XT5
- (628877) 2016 XY8
- (628878) 2016 XU11
- (628879) 2016 XU15
- (628880) 2017 AK12
- (628881) 2017 AC46
- (628882) 2017 BP18
- (628883) 2017 BC22
- (628884) 2017 BP36
- (628885) 2017 BK40
- (628886) 2017 BE45
- (628887) 2017 BL45
- (628888) 2017 BJ52
- (628889) 2017 BO70
- (628890) 2017 BU83
- (628891) 2017 BC91
- (628892) 2017 BQ105
- (628893) 2017 BY113
- (628894) 2017 BP126
- (628895) 2017 BA140
- (628896) 2017 BP152
- (628897) 2017 CL3
- (628898) 2017 CE24
- (628899) 2017 CC34
- (628900) 2017 CJ34
- (628901) 2017 DQ4
- (628902) 2017 DR11
- (628903) 2017 DW23
- (628904) 2017 DS24
- (628905) 2017 DN25
- (628906) 2017 DA31
- (628907) 2017 DX42
- (628908) 2017 DF50
- (628909) 2017 DX70
- (628910) 2017 DY70
- (628911) 2017 DB75
- (628912) 2017 DO79
- (628913) 2017 DW86
- (628914) 2017 DP87
- (628915) 2017 DW93
- (628916) 2017 DU97
- (628917) 2017 DW113
- (628918) 2017 DZ116
- (628919) 2017 DA122
- (628920) 2017 DH122
- (628921) 2017 EJ14
- (628922) 2017 EK16
- (628923) 2017 EQ16
- (628924) 2017 EH22
- (628925) 2017 FZ4
- (628926) 2017 FU6
- (628927) 2017 FD9
- (628928) 2017 FW20
- (628929) 2017 FV29
- (628930) 2017 FV30
- (628931) 2017 FA47
- (628932) 2017 FZ60
- (628933) 2017 FX73
- (628934) 2017 FM94
- (628935) 2017 FL99
- (628936) 2017 FW104
- (628937) 2017 FZ105
- (628938) 2017 FG114
- (628939) 2017 FL124
- (628940) 2017 FU125
- (628941) 2017 FF137
- (628942) 2017 FX157
- (628943) 2017 FR167
- (628944) 2017 GZ
- (628945) 2017 GZ6
- (628946) 2017 GU9
- (628947) 2017 HE13
- (628948) 2017 HG58
- (628949) 2017 HN62
- (628950) 2017 HG68
- (628951) 2017 KL
- (628952) 2017 NV
- (628953) 2017 OY25
- (628954) 2017 OT38
- (628955) 2017 QW12
- (628956) 2017 QX62
- (628957) 2017 QA140
- (628958) 2017 UQ15
- (628959) 2017 XQ19
- (628960) 2017 YR28
- (628961) 2018 CY11
- (628962) 2018 ET
- (628963) 2018 FB27
- (628964) 2018 PL6
- (628965) 2018 PQ13
- (628966) 2018 PL26
- (628967) 2018 PK60
- (628968) 2018 SK8
- (628969) 2018 UF11
- (628970) 2018 VD2
- (628971) 2018 VS12
- (628972) 2018 VU25
- (628973) 2018 VC30
- (628974) 2018 VK34
- (628975) 2018 VK63
- (628976) 2018 VW66
- (628977) 2018 VY86
- (628978) 2018 VX90
- (628979) 2018 VO95
- (628980) 2018 VE109
- (628981) 2018 VM119
- (628982) 2018 WQ8
- (628983) 2018 XP14
- (628984) 2018 XR18
- (628985) 2019 AH32
- (628986) 2019 AS49
- (628987) 2019 CG1
- (628988) 2019 GW11
- (628989) 2019 JF39
- (628990) 2019 KV8
- (628991) 2019 PC33
- (628992) 2019 QO30
- (628993) 2019 SL1
- (628994) 2019 SQ24
- (628995) 2019 SF149
- (628996) 2019 UD1
- (628997) 2019 UY14
- (628998) 2019 UY44
- (628999) 2019 XJ4
- (629000) 2019 YT42